# Tolytia multilinea
Tolytia multilinea är en fjärilsart som beskrevs av William Schaus 1906. Tolytia multilinea ingår i släktet Tolytia och familjen ädelspinnare. Inga underarter finns listade i Catalogue of Life.